# Gerlachovská veža
Gerlachovská veža (polonais : Pośredni Gerlach, allemand : Mittlere Gelsdorfer Spitze  hongrois : Középső-Gerlachfalvi-csúcsest) est l'un des pics de la principale crête des Hautes Tatras dans les Carpates occidentales. Il culmine à 2 614 mètres d'altitude ce qui en fait le second sommet des Hautes Tatras. C'est un pic secondaire du Gerlachovský štít, point culminant des Carpates.